# ベンジャミン・ウィチカット

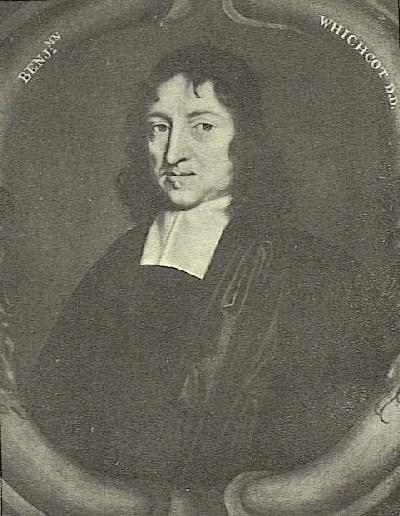
ベンジャミン・ウィチカット

ベンジャミン・ウィチカット（Benjamin Whichcote あるいはWhitchcote, 1609年5月4日 - 1683年5月）は、イギリスの神学者、説教師、哲学者。ケンブリッジ・プラトン学派の代表的な人物である。バーミンガム近郊の貴族の生まれ。

## 略歴
幼少期に関しては詳細は分からないが、1626年にケンブリッジ大学のエマヌエル学寮に入学。「ピューリタンの神学校」として知られていた。当学寮で、文学修士号を取得。後に、当学寮のフェローとなり、後世にケンブリッジ・プラトン学派のメンバーと見なされる後進の育成にも力を注いだ。なお、哲学体系を構築しようとした厳密な意味での哲学者ではなく、古典哲学の解説、教会においての説教などの草稿が断片的に残っているだけで、著作はひとつもない。
1636年、トリニティ教会の説教師となる。ウィチカットの説教は、評判を呼び名声が高まったが、やがって正統派のピュリータニズムと対立が起き、彼の師であるタックーニと激しい論争が起きた、これにより、ウィチカットはケンブリッジを1651年に去る。その後、しばらく隠遁生活を余儀なくされたが、晩年は彼の人格と知見が買われて、再び教会に牧師として立つことが出来た。